# Tritaxia
Tritaxia es un género de foraminífero bentónico de la familia Tritaxiidae, de la superfamilia Verneuilinoidea, del suborden Verneuilinina y del orden Lituolida. Su especie tipo es Textularia tricarinata. Su rango cronoestratigráfico abarca el Cretácico.

## Discusión
Clasificaciones previas incluían Tritaxia en el suborden Textulariina del orden Textulariida, o en el orden Lituolida sin diferenciar el suborden Verneuilinina.

## Clasificación
Se han descrito numerosas especies de Tritaxia. Entre las especies más interesantes o más conocidas destacan:
- Tritaxia tricarinata

Un listado completo de las especies descritas en el género Tritaxia puede verse en el siguiente anexo.